# Monica Vallarin
Monica Vallarin (Torino, 1º febbraio 1965) è un'ex nuotatrice italiana.

## Biografia
Nata nel 1965 a Torino, a 15 anni ha partecipato ai Giochi olimpici di Mosca 1980, nei 100 m stile libero, uscendo in batteria, 4ª con il tempo di 59"43, e nella staffetta 4×100 m misti con Laura Foralosso, Cinzia Savi Scarponi e Sabrina Seminatore, passando la batteria da 4ª, in 4'21"69 e qualificandosi alla finale, terminata al 5º posto con il tempo di 4'19"05.
L'anno successivo ha preso parte anche agli Europei di Spalato 1981.
Ha detenuto per poco meno di 3 mesi (da marzo ad agosto 1980) il record italiano dei 100 m stile libero con i tempi di 59"25 e poi 59"10, prima che il suo crono venisse battuto da Silvia Persi. Dal 1981 al 1983 è stata invece detentrice del primato nei 200 m stile libero, in 2'03"50, tempo migliorato poi da Tanya Vannini.
Dopo la carriera da nuotatrice si è laureata in Psicologia clinica all'Università di Torino nel 1997, specializzandosi in psicologia dello sport e aprendo uno studio a Torino.